# Веле (Иран)
Веле́ (перс. وله‎) — село на севере Ирана, в остане Альборз. Входит в состав шахрестана Кередж. Является частью дехестана (сельского округа) Неса бахша Асара.

## География
Село находится в северо-восточной части Альборза, в горной местности центральной части Эльбурса, на расстоянии приблизительно 39 километров к северо-востоку от Кереджа, административного центра провинции. Абсолютная высота — 2300 метров над уровнем моря.

## Население
По данным переписи 2006 года население села составляло 302 человека (146 мужчин и 156 женщин). В Веле насчитывалось 76 домохозяйств. Уровень грамотности населения составлял 74,5 %. Уровень грамотности среди мужчин составлял 82,19 %, среди женщин — 67,31 %.